# Raión de Yevlaj
Yevlaj (en azerí: Yevlax) es uno de los cincuenta y nueve rayones en los que subdivide políticamente la República de Azerbaiyán. La capital es la ciudad de Yevlax.

## Territorio y Población
Compnrende una superficie de 1555 kilómetros cuadrados, con una población de 109 500 personas, que resulta en una densidad poblacional de 70,41 habitantes por kilómetro cuadrado.

## Economía
La región produce algodón y cereales, se crían aves de corral y gusanos de seda. La industria produce principalmente productos de tabaco y bebidas alcohólicas como la ginebra.